# Pioneer (film)
Pour plus de détails, voir Fiche technique et Distribution.
Pioneer (Pionér) est un thriller norvégio-suédo-germano-français coécrit et réalisé par Erik Skjoldbjærg, sorti en 2013.

## Synopsis
1980, Norvège. Un gigantesque gisement de pétrole est découvert dans les profondeurs des fonds marins. L'État norvégien collabore avec les États-Unis pour débuter l’extraction du pétrole. Petter et son frère font partie des plongeurs envoyés dans les eaux abyssales pour cette mission. Lors de l’une de leurs descentes, un étrange accident arrive à l’un d’eux. Commence alors une incroyable quête de vérité.

## Fiche technique
- Titre original : Pionér
- Titre français : Pioneer
- Titre québécois :
- Réalisation : Erik Skjoldbjærg
- Scénario : Nikolaj Frobenius, Hans Gunnarsson, Cathinka Nicolaysen, Erik Skjoldbjærg et Kathrine Valen
- Direction artistique : Karl Júlíusson
- Décors :
- Costumes : Anne Pedersen
- Montage : Frida Eggum Michaelsen
- Musique : Air
- Photographie : Jallo Faber
- Son : Håkan Lammetun
- Production : Christian Fredrik Martin
- Sociétés de production : Friland, Les Films d'Antoine, Garagefilm International, Matila Röhr Productions et Pandora Filmproduktion
- Sociétés de distribution : / Nordisk Film
- Pays d'origine :  Norvège/ Suède/ Allemagne/ France
- Budget :
- Langue : anglais/norvégien
- Durée : 100 minutes
- Format : couleur - 35 mm - 2.35:1 -  Son Dolby numérique
- Genre : thriller
- Dates de sortie
- Norvège : 30 août 2013
- France : 28 janvier 2015

## Distribution
- Wes Bentley (VF : Stéphane Pouplard) : Mike
- Stephen Lang (VF : Daniel Beretta) : Ferris
- Aksel Hennie : Petter
- Jonathan LaPaglia : Ronald

## Distinctions

### Nominations
- Festival international du film de Toronto 2013 : sélection « Special Presentations »